# دانيال إيدلمان (لاعب كرة قدم)
دانيال إيدلمان (بالإنجليزية: Daniel Edelman)‏ هو لاعب كرة قدم أمريكي، ولد في 28 أبريل 2003 في Warren Township, New Jersey ‏ في الولايات المتحدة.